# Thom Mayne
Thom Mayne (Waterbury, 19 de janeiro de 1944) é um arquiteto norte-americano, conhecido mundialmente pelas formas esculturais e desconstrutivistas dos seus projetos.
Desenvolve a sua prática profissional no Morphosis, escritório de arquitetura localizado em Santa Mônica, Califórnia, do qual é sócio fundador.
Foi o vencedor do Prêmio Pritzker em 2005. Recebeu a Medalha de Ouro da AIA de 2013.

## Obra arquitetônica

### Completada

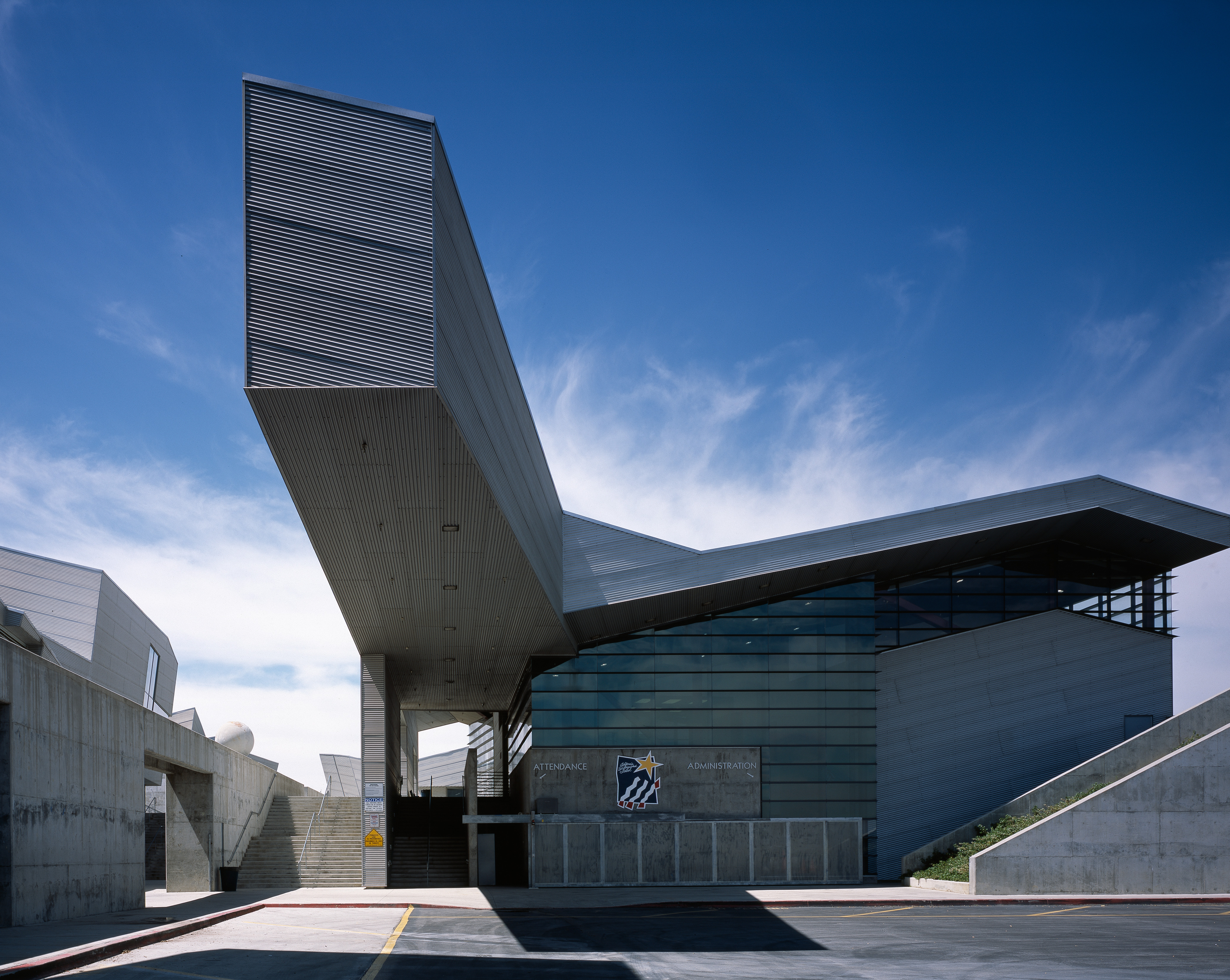
Diamond Ranch High School em Pomona, Califórnia (1999)

- Sun Tower, Seul, Coreia do Sul (1997)
- Diamond Ranch High School, Pomona, Califórnia, Estados Unidos (1999)
- University of Toronto Graduate House, Toronto, Ontario, Canadá (2000)
- Madrid Housing, Madrid, Espanha (2006)[1]
- San Francisco Federal Building, São Francisco, Califórnia, Estados Unidos (2006)
- Bill and Melinda Gates Hall, Ithaca, Nova Iorque, Estados Unidos (2013)

### Em progresso
- Estación Vialia de Vigo, Vigo, Galiza, Espanha[2]
- Tour Phare, Paris, França
- Cornell NYC Tech, Nova Iorque, Estados Unidos
- A. Alfred Taubman Engineering, Architecture and Life Sciences Complex, Lawrence Technological University, Southfield, Michigan, Estados Unidos